# Macrocarpaea chthonotropa
Macrocarpaea chthonotropa är en gentianaväxtart som beskrevs av Jason Randall Grant. Macrocarpaea chthonotropa ingår i släktet Macrocarpaea och familjen gentianaväxter. Inga underarter finns listade i Catalogue of Life.